# Tesco

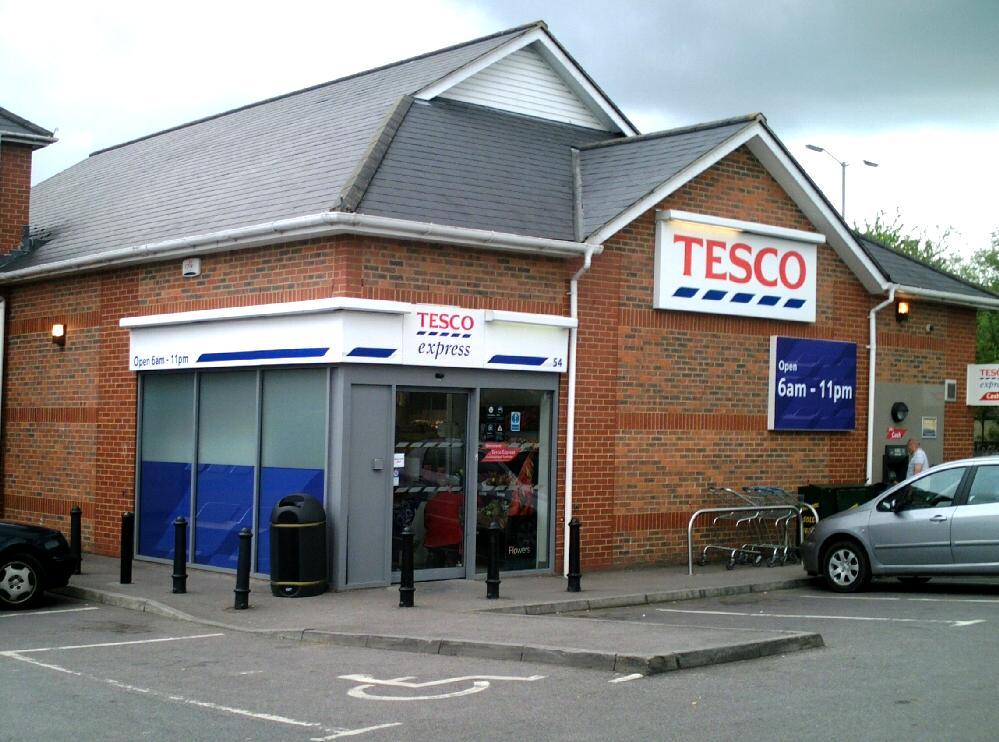
Tesco Express, em Trowbridge, Wiltshire.

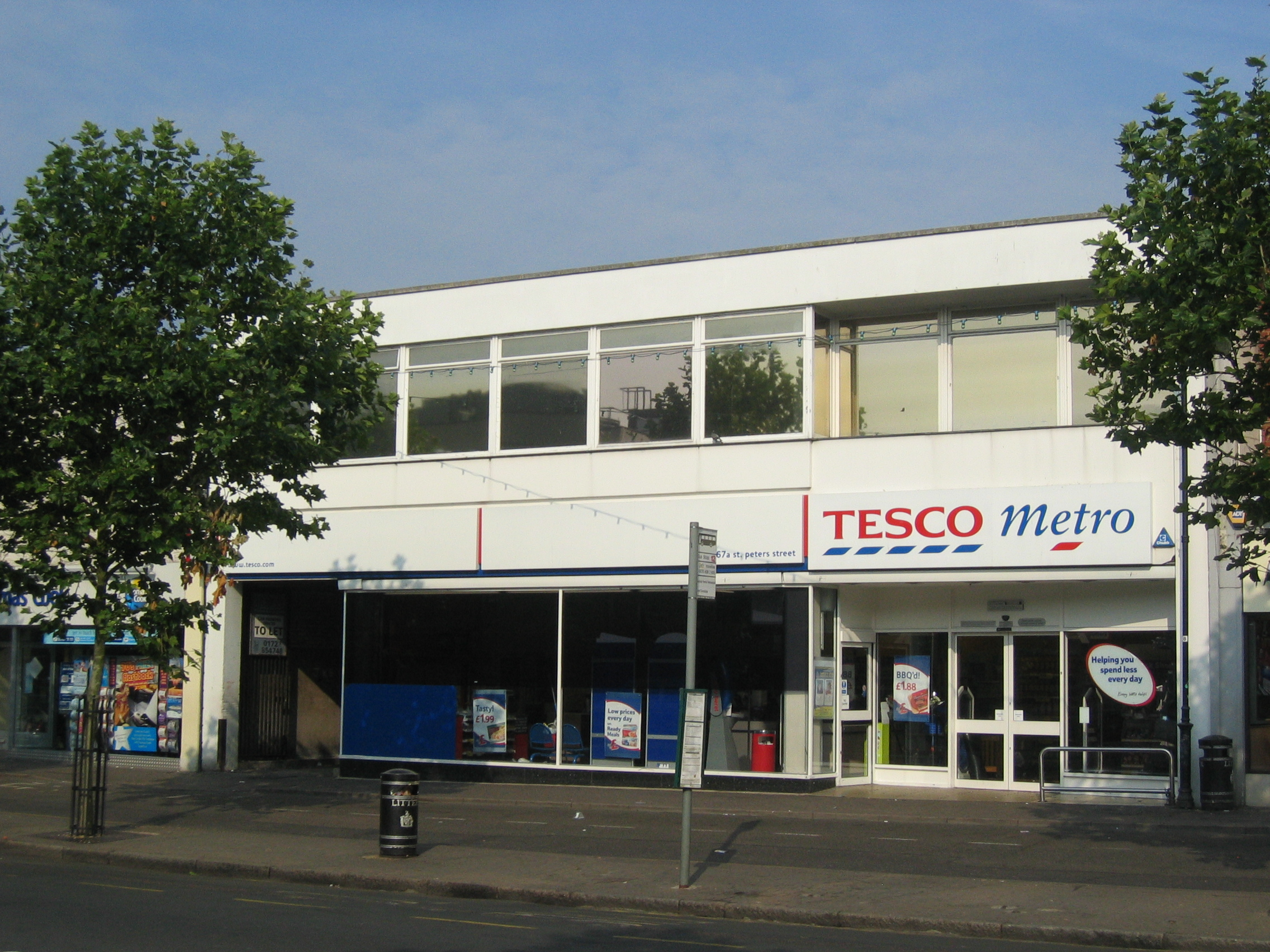
Primeiro self service Tesco, St. Albans, Inglaterra

Tesco é uma multinacional varejista britânica, de pequenas lojas a hipermercados, sediada no Reino Unido.
Em 2022, a empresa figurou na 126ª posição no ranking das 500 maiores empresas do mundo, da Revista Fortune.

## História
Jack Cohen, na época com 21 anos, fundou a Tesco em 1919 quando começou a vender produtos de mercearia em um barco, em uma região de Londres conhecida como East End. A marca Tesco foi surgir em 1924. O nome veio quando Jack Cohen comprou um carregamento de chá da T.E. Stockwell. Ele então utilizou as três primeiras letras do fornecedor (TES), e as duas primeiras letras de seu sobrenome (CO), formando a palavra "TESCO".
A primeira loja Tesco foi aberta em 1929 em Burnt Oak, Edgware, Middlesex. Seu negócio expandiu-se rapidamente, e em 1939 existiam mais de 100 lojas da Tesco em todo o país.

A primeira loja no formato autosserviço foi aberta em St Albans, em 1951.
O primeiro supermercado foi em Maldon em 1956.
Originalmente um varejista de supermercado no Reino Unido, porém desde o início da década de 1990 Tesco tem cada vez mais diversificado geograficamente e em áreas como o varejo de livros, roupas, eletrônicos, móveis, gasolina e software; serviços financeiros; telecomunicações e serviços de Internet; alugueis de DVD e downloads de música.
Tesco está listado na Bolsa de Londres e é um componente do índice FTSE 100.

## No mundo

Países em que a Tesco está presente

A expansão da Tesco internacionalmente surgiu a partir de parceiros locais em cada país, como a Samsung na Coréia do Sul (Samsung-Tesco Home plus), e Charoen Pokphand na Tailândia (Tesco Lotus).
| País           | Ingresso | Lojas | Área (m²)      | Área (sq ft)     | Faturamento (£ milhões) |
| -------------- | -------- | ----- | -------------- | ---------------- | ----------------------- |
| China          | 2004     | 79    | 543,947        | 5,855,000        | 800                     |
| Chéquia        | 1996     | 113   | 349,408        | 3,761,000        | 1,265                   |
| França         | 1992     | 1     | 1,400          | 16,000           |                         |
| Hungria        | 1994     | 149   | 568,473        | 6,119,000        | 1,774                   |
| Irlanda        | 1997     | 116   | 276,014        | 2,971,000        | 2,380                   |
| Japão          | 2003     | 144   | 40,877         | 440,000          | 408                     |
| Malásia        | 2002     | 36    | 235,137        | 2,531,000        | 584                     |
| Polónia        | 1995     | 319   | 698,910        | 7,523,000        | 1,135                   |
| Eslováquia     | 1996     | 70    | 270,441        | 2,911,000        | 498                     |
| Coreia do Sul  | 1999     | 347   | 934,512        | 10,059,000       | 2,557                   |
| Tailândia      | 1998     | 607   | 999,358        | 10,757,000       | 1,326                   |
| Turquia        | 2003     | 99    | 207,452        | 2,233,000        | 256                     |
| Estados Unidos | 2007     | 115   | 106,838 (est.) | 1,150,000 (est.) |                         |
| Total          |          | 2,195 | 5,232,767      | 56,326,000       | 10,528 (ex. EUA)        |